# جيري مارتيني
جيري مارتيني (بالإنجليزية: Jerry Martini)‏ هو موسيقي أمريكي، ولد في 1 أكتوبر 1943.

## وصلات خارجية
- جيري مارتيني على موقع ميوزك برينز (الإنجليزية)
- جيري مارتيني على موقع ديسكوغز (الإنجليزية)